# Da Uf’nbank

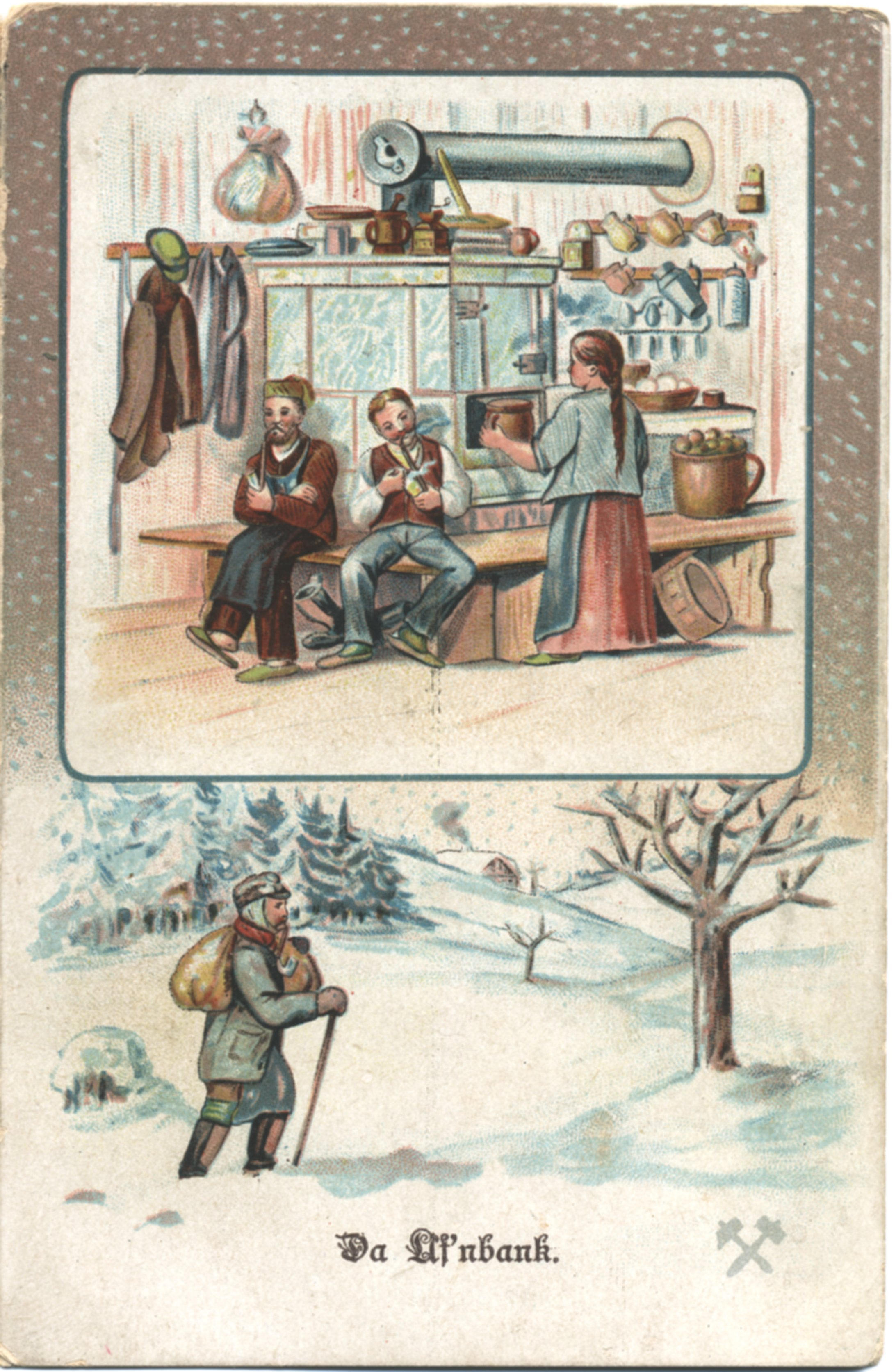
„Da Uf’nbank“, Liedpostkarte Nr. 9 (1899)

Da Uf’nbank (deutsch: „Die Ofenbank“) ist ein Volkslied aus dem  Erzgebirge des Jahres 1899. Text und Melodie stammen aus der Feder des Volksdichters und Sängers Anton Günther (1876–1937).
Das Lied ist als  Liedpostkarte von Anton Günther erschienen. Sie zeigt zwei Darstellungen. In der oberen Darstellung sitzen zwei Männer pfeiferauchend auf einer Ofenbank, während eine Frau einen Krug erhitzt. In der zweiten Darstellung ist ein Mann mit einem Sack über der Schulter zu sehen, der durch den Schnee läuft.

## Text
Original (erzgebirgisch)

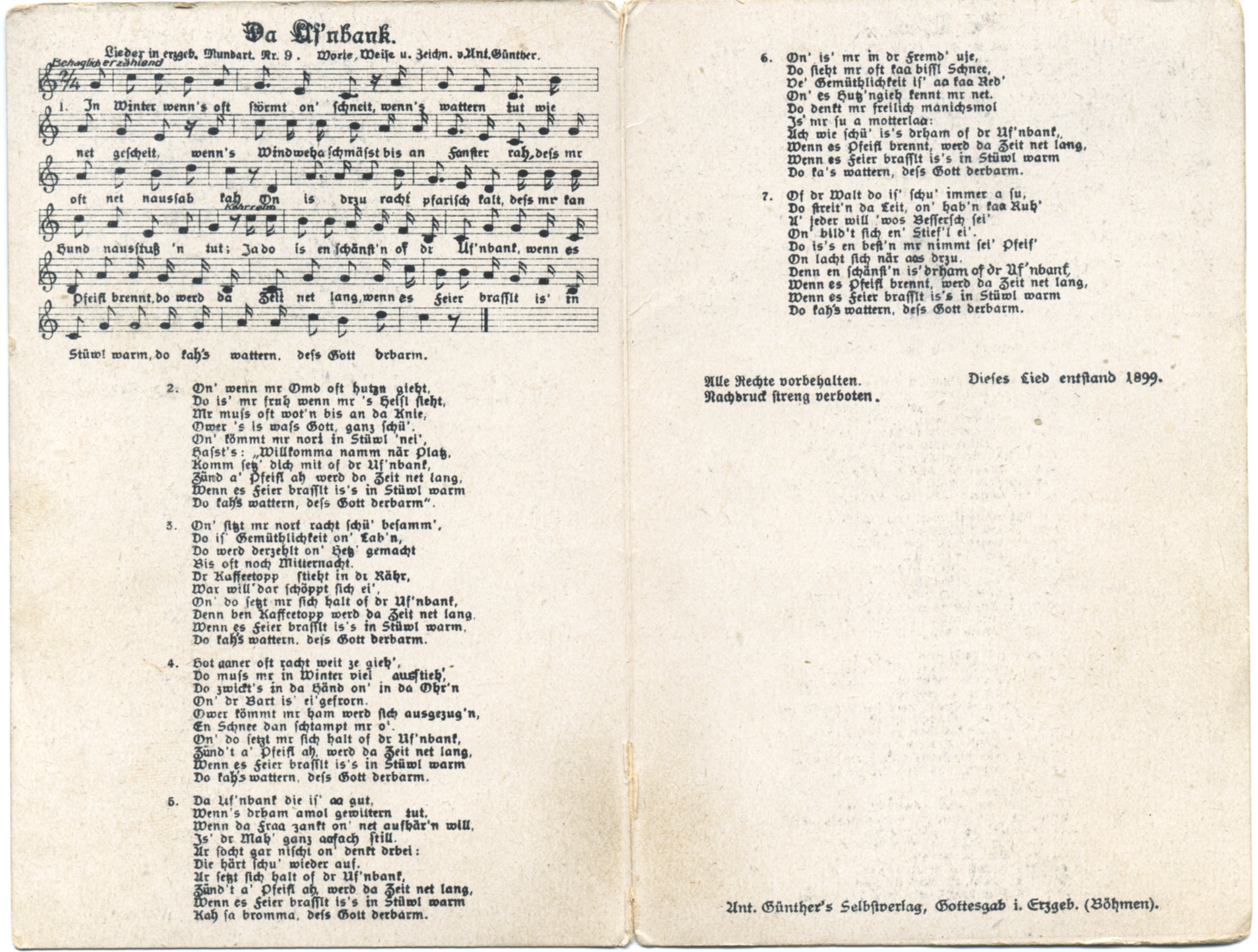
„Da Uf’nbank“, Text und Melodie

1. In Winter wenn’s oft störmt on’ schneit,

wenn’s wattern tut wie net gescheit,

wenn’s Windweha schmässt bis an Fanster rah,

dess mr of net naussah kah

On is drzu racht pfarisch kalt, 

dess mr kan Hund nausstuß’n tut;

Ja do is en schänst’n of dr Uf’nbank, 

wenn es Pfeifl brennt, do werd da Zeit net lang,

wenn es Feier brasslt is’ in Stüwl warm,

do kah’s wattern, dess Gott drbarm.

2. On’ wenn mr Omd oft hutzn gieht,

Do is’ mr fruh wenn mr ’s Heisl sieht,

Mr muss oft wot’n bis an da Knie,

Ower ’s is wass Gott ganz schü’.

On’ kömmt mr nort in Stüwl ’nei’,

Hasst’s: „Willkomma namm när Platz.

Komm setz’ dich mit of dr Uf’nbank, 

Zünd a’ Pfeifl ah werd da Zeit net lang,

Wenn es Feier brasslt is’s in Stüwl warm,

Do kah’s wattern, dess Gott derbarm“.

 

3. On’ sitzt mr nort racht schü’ besamm’,

Do is’ Gemüthlichkeit on’ Lab’n,

Do werd derzehlt on’ Hetz’ gemacht

Bis oft noch Mitternacht.

Dr Kaffetopp stieht in dr Rähr,

War will’ dar schöppt sich ei’,

On’ do setzt mr sich halt of dr Uf’nbank, 

Denn ben Kaffeetopp werd da Zeit net lang,

Wenn es Feier brasslt is’s in Stüwl warm,

Do kah’s wattern, dess Gott derbarm.

4. Hot aaner oft racht weit ze gieh’,

Do muss mr in Winter viel ausstieh’,

Do zwickt’s in da Händ on’ in da Ohr’n

On’ dr Bart is’ ei’gefrorn.

Ower kömmt mr ham werd sich ausgezug’n,

En Schnee dan schtampt mr o’

On’ do setzt mr sich halt of dr Uf’nbank, 

Zünd’t a’ Pfeifl ah, werd da Zeit net lang,

Wenn es Feier brasslt is’s in Stüwl warm

Do kah’s wattern, dess Gott derbarm.

5. Da Uf’nbank die is’ aa gut,

Wenn’s drham amol gewittern tut.

Wenn da Fraa zankt on’ net aufhär’n will,

Is’ dr Mah’ ganz aafach still.

Ar socht gar nischt on’ denkt drbei:

Die härt schu’ wieder auf.

Ar setzt sich halt of dr Uf’nbank, 

Zünd’t a’ Pfeifl ah, werd da Zeit net lang,

Wenn es Feier brasslt is’s in Stüwl warm

Kah sa bromma, dess Gott derbarm.

6. On’ is’ mr in dr Fremd’ uje,

Do sieht mr oft kaa bissl Schnee,

Ve’ Gemüthlichkeit is’ aa kaa Red’

On’ es Hutz’ngieh kennt mr net.

Do denkt mr freilich manichsmol

Is’ mr su a motterlaa:

Ach wie schü’ is’s drham of dr Uf’nbank, 

Wenn es Pfeifl brennt, werd da Zeit net lang,

Wenn es Feier brasslt is’s in Stüwl warm

Do ka’s wattern, dess Gott derbarm.

7. Of dr Walt do is’ schu’ immer a su,

Do streit’n da Leit, on’ hab’n kaa Ruh’

A’ jeder will ’wos Bessersch sei’

On’ bild’t sich en’ Stief’l ei’.

Do is’s en best’n mr nimmt sei’ Pfeif’

On lacht sich när aas drzu.

Denn en schänst’n is’ drham of dr Uf’nbank, 

Wenn es Pfeifl brennt, werd da Zeit net lang,

Wenn es Feier brasslt is’s in Stüwl warm

Do kah’s wattern, dess Gott derbarm
Übertragung (standarddeutsch)

1. Im Winter, wenn’s oft stürmt und schneit,

wenn es wettert wie nicht gescheit,

wenn der Wind [den Schnee] an die Fenster wirft,

dass man oft nicht hinaussehen kann,

und es ist dazu äußerst kalt,

sodass man keinen Hund hinausstößt:

ja da ist es am schönsten auf der Ofenbank,

wenn die Pfeife brennt, wird die Zeit nicht lang,

wenn das Feuer prasselt, ist’s in der Stube warm,

da kann’s wettern, dass Gott erbarm.

2. Und wenn man abends oft auf Nachbarnbesuch geht,

da ist man froh, wenn man das Haus sieht.

Man muss oft [im Schnee] waten bis an die Knie,

aber es ist, weiß Gott, ganz schön.

Und kommt man dann in die Stube hinein,

heißt’s: „Willkommen, nimm nur Platz.

Komm, setz dich mit auf die Ofenbank,

zünd eine Pfeife an, dann wird die Zeit nicht lang,

wenn das Feuer prasselt, ist’s in der Stube warm,

da kann’s wettern, dass Gott erbarm.“

3. Und sitzt man dann recht schön beisammen,

da ist Gemütlichkeit und Leben,

da wird erzählt und über andere hergezogen,

oft bis nach Mitternacht.

Der Kaffeetopf steht in der Röhre,

wer will, der schöpft sich ein,

und da setzt man sich halt auf die Ofenbank,

denn beim Kaffeetopf wird die Zeit nicht lang,

wenn das Feuer prasselt, ist’s in der Stube warm,

da kann’s wettern, dass Gott erbarm.

4. Hat einer oft recht weit zu gehen,

da muss er im Winter viel ausstehen,

da zwickt’s in den Händen und in den Ohren

und der Bart ist eingefroren.

Aber kommt man heim, wird sich ausgezogen,

den Schnee, den stampft man ab,

und da setzt man sich halt auf die Ofenbank,

zündet eine Pfeife an, da wird die Zeit nicht lang,

wenn das Feuer prasselt, ist’s in der Stube warm,

da kann’s wettern, dass Gott erbarm.

5. Die Ofenbank, die ist auch gut,

wenn’s daheim einmal gewittert.

Wenn die Frau zankt und nicht aufhören will,

ist der Mann ganz einfach still.

Er sagt gar nichts und denkt dabei:

Die hört schon wieder auf.

Er setzt sich halt auf die Ofenbank,

zündet eine Pfeife an, da wird die Zeit nicht lang,

wenn das Feuer prasselt, ist’s in der Stube warm,

da kann sie brummen, dass Gott erbarm.

6. Und ist man in der Fremde, oje,

da sieht man oft kein bisschen Schnee,

von Gemütlichkeit ist auch keine Rede

und das Nachbarnbesuchen kennt man nicht.

Da denkt man freilich manches Mal,

wenn man so mutterseelenallein ist:

Ach wie schön ist’s daheim auf der Ofenbank,

wenn die Pfeife brennt, wird die Zeit nicht lang,

wenn das Feuer prasselt, ist’s in der Stube warm,

da kann’s wettern, dass Gott erbarm.

7. Auf der Welt ist es schon immer so:

da streiten die Leute und haben keine Ruhe,

jeder will was Besseres sein

und bildet sich einen Stiefel ein.

Da ist es am besten, man nimmt seine Pfeife

und lacht sich nur eins dazu.

Denn am schönsten ist’s daheim auf der Ofenbank,

wenn die Pfeife brennt, wird die Zeit nicht lang,

wenn das Feuer prasselt, ist’s in der Stube warm,

da kann’s wettern, dass Gott erbarm.